# Krigskors (Frankrig)
Krigskors (fr. Croix de Guerre) er en militær dekoration, der findes i flere udgaver: 
- La Croix de Guerre (1939-1945).
- La Croix de Guerre (1914-1918).
- La Croix de guerre théâtre d'opérations extérieures (TOE).